# フィーバービッグパワフル
フィーバービッグパワフルは、1996年8月にSANKYOが発売した、夢夢ちゃんが活躍するパチンコ機のシリーズ名。
フィーバーパワフルの後継機であり、CRフィーバービッグパワフルFXとCRフィーバービッグパワフルEXの2機種がある。

## 概要
液晶型のデジパチ。フィーバーパワフルシリーズのCR機第2弾として登場したのが本機である。初代同様に9分割された画面と、有効ラインは8ライン方式である。図柄の停止順も初代と同じである。液晶モニターから6インチブラウン管へと進化している。液晶画面に7が2ライン以上揃うかオールフルーツで確変突入となる。確変突入率はFXが1/4で、EXが1/3である。本機には、確変のリミッター機能が搭載されており、8連チャン以降は通常図柄でしか大当たりしないので、確変連チャンの上限は9連チャンまでとなる。FXは1996年に発売されたが、姉妹機のEXは発売のタイミングが異なり1997年の発売である。北海道から先行導入され、その後全国展開された。
同時期に発売されたデジパチ機種として、同社から1996年に発売されたフィーバー結婚の条件とフィーバーメガポリスがある。

本機は、大当たり抽選時に液晶画面の変動と同時に、盤面右下の3桁デジタルが作動する。3桁デジタルの方がメインデジタルとなっており、液晶画面はリーチアクションの表示や、ラウンド継続回数の表示などの演出用のものである。この仕様により、内部的に大当たりが成立した際、液晶画面で7が揃う前にアタッカーが先に開いてしまうという一般的なデジパチとは異なる現象が起きた。
本当の大当たり画面はサイドデジタルで、液晶画面は、いわばLN表示のようなものなのだ。このようになったのは、パチンコ台の検定を行っている保通協による出目総数の制限が主な理由となっているようだ。—『パチンコ攻略マガジン 爆裂21号』p8
メインデジタルでの大当たりの組み合わせとして、FXは1〜3の数字のいずれかが3つ揃うと通常大当たりとなり、Fが3つ揃えば確変大当たりとなる。
EXは1か2のいずれかが3つ揃えば通常大当たりとなり、Fが3つ揃うと確変大当たりとなる。

本機は、ワープルートからの始動チャッカーへの入賞率が高い機種である。

## スペック
- CRフィーバービッグパワフルFX
  - 賞球数 5&15
  - 大当たり最高継続 16R
  - 大当たり確率 1/331
  - 確変中大当たり確率　1/55.1
  - 確変突入率　1/4
  - 確変期間　以後2回の大当たりまで継続　9回リミッター
- CRフィーバービッグパワフルEX
  - 賞球数 5&15
  - 大当たり最高継続 16R
  - 大当たり確率 1/398
  - 確変中大当たり確率　1/56.8
  - 確変突入率　1/3
  - 確変期間　以後2回の大当たりまで継続　9回リミッター

## 図柄
- 液晶図柄
  - 7
  - イチゴ
  - チェリー
  - プラム
  - オレンジ
  - ブドウ
  - バナナ
  - モモ
  - リンゴ
  - レモン
  - メロン
  - スイカ
- デジタル図柄
  - 0
  - 1
  - 2
  - 3
  - 4
  - 5
  - 6
  - 7
  - 8
  - 9
  - F
  - A
  - J
  - P
  - U

## 演出
最初に停止する右斜め下がりのライン以外では、リーチになる直前に「リーチ」と掛け声がかかる「リーチお知らせ機能」を搭載している。テンパイの形が、センター図柄が絡まない場合は必ずノーマルリーチとなる。

リーチ演出は、ノーマルリーチを含め全5種類ある。ノーマルリーチ以外のスーパーリーチは、センター停止の形でテンパイした時のみ発生する。画面左から夢夢ちゃんが登場して応援してくれる「ファイトリーチ」と、夢夢ちゃんが登場した後に変身して発展する「めくりリーチ」と「ヒップチャンスリーチ」がある。ノーマルリーチが1周プラス1コマで停止した場合に限り、画面中段左に夢夢ちゃんが現れ、掛け声とともに真横に飛んでセンター図柄を再度回転させる「かっ飛びリーチ」もある。

- ノーマルリーチ
  - フィーバーパワフルと同じリーチだが、必ず3周するわけではなく、上段右・下段左では2周目で大当たりするのが殆どである。

- ファイトリーチ
  - センター停止の場合において、かなりの頻度で出現する。変身するとめくりリーチやヒップチャンスリーチに発展する。

- めくりリーチ
  - ファイトリーチからの発展先は、この演出になる場合が多い。外れると夢夢ちゃんが「信じられませーん」と叫ぶ。

- ヒップチャンスリーチ
  - めくりリーチよりは出現頻度は低い。この演出で外れると夢夢ちゃんが「ゴメンちゃい」と謝る。

- かっ飛びリーチ
  - 夢夢ちゃんが真横に飛べばこのリーチである。せっかく夢夢ちゃんが現れても、飛ばないパターンの方が多い。

—『パチンコ必勝ガイド1996 10•19号』p 9
液晶の真上にある1桁デジタルに7が出れば小当たりとなり、アタッカー下のミニアタッカーが開放する。この小デジタルを回転させるためのチャッカーは左のワープルート入口のみである。小当たり確率は通常時と確変時ともに1/2である。小デジタルの回転時間が通常時だと29.5秒のところ、確変時は5.1秒、もしくは1.8秒に短縮される。ミニアタッカーの開放時間は通常時が0.5秒×1回であるのに対して、確変時は1秒×3回である。ミニアタッカーには仕切板がないタイプで、1回の開放で複数個入賞することがあり、確変中の入賞率自体が高いのが特徴である。

大当たりラウンド中は、小学校時代の夢夢ちゃんの制服姿から始まり、大当たりラウンドが進んでいくごとに、夢夢ちゃんが成長していくストーリーとなっている。中学校、高校、キャンパスライフ、OL時代とストーリーは進み、最終の16ラウンドではウェディングドレス姿のシーンが描かれる。このストーリーは、大当たり終了時の最終カットで夢夢ちゃんが見ていた夢であることが判明する。

## コンシューマ移植
- SANKYO FEVER実機シミュレーション Vol.1（PlayStation用）
  - 『SANKYO FEVER実機シミュレーション Vol.1』（PlayStation用、ティー・イー・エヌ研究所、1996年3月8日発売、SLPS-00264、JAN-4997940200019）にCRフィーバービッグパワフルが収録。
- SANKYO FEVER実機シミュレーション Vol.3（PlayStation用）
  - 『SANKYO FEVER実機シミュレーション Vol.3』（PlayStation用、ティー・イー・エヌ研究所、1998年5月28日発売、SLPS-01393、JAN-4997940200071）にCRフィーバービッグパワフルFXとCRフィーバービッグパワフルEXが収録。
- SANKYO FEVER実機シミュレーションS Vol.1（セガサターン用）
  - 『SANKYO FEVER実機シミュレーションS Vol.1』（セガサターン用、ティー・イー・エヌ研究所、1997年4月4日発売、T-32101G、JAN-4997940210018）にCRフィーバービッグパワフルFXが収録。
- SANKYO FEVER実機シミュレーションPC Vol.2（Windows 95用）
  - 『SANKYO FEVER実機シミュレーションPC Vol.2』（Windows 95用、ティー・イー・エヌ研究所、1997年発売、JAN-4997940220048）にCRフィーバービッグパワフルFXが収録。

## サウンドトラック
- 『SANKYO FEVER SOUNDS ザ・パチンコ・ミュージック・フロム・SANKYO 6』 キングレコード、1998年8月21日。KICA-1214。
  - BGMが収録されている。